# Anampses geographicus
Anampses geographicus Valenciennes, 1840 è un pesce di acqua salata appartenente alla famiglia Labridae.

## Habitat e Distribuzione
Proviene dalle barriere coralline dell'oceano Pacifico e dell'oceano Indiano; è stato localizzato in Australia, dalle Isole Ryukyu, Tonga, Mauritius e Figi. Vive nelle acque costiere ricche di vegetazione acquatica, profonde dai 3 ai 25 m.

## Descrizione
Presenta un corpo compresso lateralmente, non particolarmente allungato né alto. La pinna caudale non è particolarmente biforcuta, ma negli adulti le estremità sono leggermente più allungate. Non supera i 31 cm.
La livrea non varia moltissimo durante la vita del pesce, tuttavia ci sono dei cambiamenti: gli esemplari giovani, che vivono molto spesso nascosti tra le alghe, hanno una colorazione più verdastra degli adulti, che possono tendere al rossastro. Presentano inoltre degli ocelli sulla pinna dorsale e sulla pinna anale. Gli adulti possono presentare striature bluastre sulla testa.

## Biologia

### Alimentazione
Ha una dieta molto varia, prevalentemente carnivora, composta soprattutto da varie specie di invertebrati acquatici come crostacei copepodi (Cyclopoida), granchi, anfipodi (Gammaridea), ostracodi e isopodi; molluschi chitoni e gasteropodi; vermi, in particolare policheti.

### Riproduzione
È oviparo e la fecondazione è esterna; probabilmente è ermafrodita. Non ci sono cure verso le uova, che vengono disperse in acqua.

## Conservazione
Questa specie viene classificata come "a rischio minimo" (LC) dalla lista rossa IUCN, perché a parte la saltuaria cattura per l'acquariofilia non è minacciata da particolari pericoli.